# Cinque Nazioni 1952
Il Cinque Nazioni 1952 (in inglese 1952 Five Nations Championship; in francese Tournoi des Cinq Nations 1952; in gallese Pencampwriaeth y Pum Gwlad 1952) fu la 23ª edizione del torneo annuale di rugby a 15 tra le squadre nazionali di Francia, Galles, Inghilterra, Irlanda e Scozia, nonché la 58ª in assoluto considerando anche le edizioni dell'Home Nations Championship.
Tale edizione vide il ritorno alla vittoria del Galles dopo 2 anni e con l'ennesimo Grande Slam, giunto a torneo non ancora terminato e due gare da giocare.
Piazza d'onore all'Inghilterra, che si aggiudicò la seconda di una serie di 14 Calcutta Cup consecutive e condannò la Scozia al Whitewash.
Il valore delle marcature, come stabilito dall’IRFB nel 1948, era: 3 punti per ciascuna meta (5 se trasformata), 3 punti per la realizzazione di ciascun calcio piazzato, mark o drop.

## Nazionali partecipanti e sedi
| Squadra     | Città           | Impianto interno      |
| ----------- | --------------- | --------------------- |
| Francia     | Colombes        | Stadio Yves du Manoir |
| Galles      | Cardiff Swansea | Arms Park St. Helen's |
| Inghilterra | Londra          | Twickenham            |
| Irlanda     | Dublino         | Lansdowne Road        |
| Scozia      | Edimburgo       | Murrayfield           |

## Risultati
| Arbitro: | Ivor David |

|             |      |                 |
| Cordial     | mt   | Basquet J. Prat |
| Thomson     | tr   | J. Prat (2)     |
| Thomson (2) | c.p. | J. Prat         |

| Arbitro: | Noel Lambert |

|               |    |              |
| Agar Woodward | mt | K. Jones (2) |
|               | tr | M. Thomas    |

| Arbitro: | Tom Pearce |

|         |      |              |
| J. Prat | mt   | McCarthy (2) |
| J. Prat | tr   | Notley       |
| J. Prat | c.p. | Henderson    |

| Arbitro: | Michael Dowling |

|               |      |  |
| K. Jones      | mt   |  |
| M. Thomas     | tr   |  |
| M. Thomas (2) | c.p. |  |

| Arbitro: | Ivor Davis |

|                     |      |          |
| Henderson Kyle Lane | mt   | Davidson |
|                     | tr   | Thomson  |
| Henderson           | c.p. | Thomson  |

| Arbitro: | Peter Cooper |

|        |      |                             |
| Murphy | mt   | K. Jones Stephens C. Thomas |
|        | tr   | L. Jones                    |
|        | c.p. | L. Jones                    |

| Arbitro: | Michale Dowling |

|          |      |                                       |
| Johnston | mt   | Evans Kendall-Carpenter Winn Woodward |
|          | tr   | Hall (2)                              |
|          | drop | Agar                                  |

| Arbitro: | A.W.C. Austin |

|              |      |           |
|              | mt   | Pomathios |
|              | tr   | J. Prat   |
| L. Jones (2) | c.p. |           |
| A. Thomas    | drop |           |

| Arbitro: | Ivor Davis |

|          |    |  |
| Boobbyer | mt |  |

| Arbitro: | William Murdoch |

|           |      |          |
| Pomathios | mt   |          |
|           | c.p. | Hall (2) |

## Classifica
| Pos | Squadra     | G | V | N | P | PF | PS | DP  | Pt |
| --- | ----------- | - | - | - | - | -- | -- | --- | -- |
| 1   | Galles      | 4 | 4 | 0 | 0 | 42 | 14 | +28 | 8  |
| 2   | Inghilterra | 4 | 3 | 0 | 1 | 34 | 14 | +20 | 6  |
| 3   | Irlanda     | 4 | 2 | 0 | 2 | 26 | 33 | −7  | 4  |
| 4   | Francia     | 4 | 1 | 0 | 3 | 29 | 37 | −8  | 2  |
| 5   | Scozia      | 4 | 0 | 0 | 4 | 22 | 55 | −33 | 0  |